# همسر (فیلم ۲۰۱۸)
همسر (انگلیسی: The Wife) فیلمی درام به کارگردانی بیورن رونگه و نویسندگی جین اندرسن است که در سال ۲۰۱۷ منتشر شد. این فیلم اقتباسی است از رمان همسر اثر مگ ولیتسر. از بازیگران آن می‌توان به گلن کلوز، جاناتان پرایس و کریستین اسلیتر اشاره کرد. این فیلم، زنی را به تصویر درمی‌آورد که زندگی‌اش را هنگام سفر با شوهر خودشیفته‌اش به استکهلم برای دریافت جایزه نوبل ادبیات، بازنگری می‌کند.
این فیلم، اولین بار در جشنواره بین‌المللی فیلم تورنتو در سال ۲۰۱۷ به نمایش درآمد و در ۱۷ اوت ۲۰۱۸ توسط سونی پیکچرز کلاسیکس در آمریکا منتشر شد. این فیلم، به خصوص، بازی گلن کلوز توسط منتقدان، تحسین شده است.